# Auzentech
Auzentech（アウゼンテック）とは、本社を米国にもつハードウェアの総合家電メーカー。